# با یه سگ و با یه گربه، هر روزت شاده
با یه سگ و با یه گربه، هر روزت شاده (犬と猫どっちも飼ってると毎日たのしい Inu to Neko Docchimo Katteru to Mainichi Tanoshii, "من هر روز، هم از بزرگ کردن سگ و هم از بزرگ کردن گربه‌ام لذت می‌برم") یک مجموعه مانگا ژاپنی اثر هیده‌کیچی ماتسوموتو است. این مانگا از سال ۲۰۱۷ از طریق حساب توییتر ماتسموتو و همچنین وبگاه پیکسیو کمیک در اینترنت منتشر شد و توسط کودانشا در شش جلد تانکوبون جمع‌آوری گردید. یک مجموعه انیمه تلویزیونی از روی این مانگا اقتباس شد که از ۲ اکتبر ۲۰۲۰ تا ۲۷ مارس ۲۰۲۱ پخش شد.

## داستان
ماتسوموتو که این کتاب را بر اساس تجربیات شخصی خودش نوشته، به ما نشان می‌دهد که زندگی کردن در کنار یک گربه و یک سگ به‌طور همزمان چگونه است. سگ او بسیار پرانرژی و خونگرم بوده ولی گربه‌اش اغلب اوقات خیلی سرد برخورد می‌کند.

## شخصیت‌های اصلی
اینو-کون (犬くん)
صداگذاری شده توسط: کانا هانازاوا
نکو-ساما (猫さま)
صداگذاری شده توسط: توموکازو سوگیتا
هیده‌کیچی ماتسوموتو (松本ひで吉 ماتسوموتو هیده‌کیچی)
صداگذاری شده توسط: مای کانازاوا